# Marcin Hałat
Marcin Hałat (* 1981 in Beskid Śląski) ist ein polnischer Geiger und Komponist, der sich zwischen Klassik, Jazz und Improvisationsmusik bewegt.

## Leben und Wirken
Hałat wuchs in einer musikalischen Familie umgeben von Volksmusik, der Musik von Fryderyk Chopin und den Klängen des amerikanischen Jazz aus dem Radio auf. Im Alter von sieben Jahren begann er seine Ausbildung an der Musikschule in Katowice. Nachdem sein Improvisationstalent von Adam Makowicz entdeckt wurde, entschied er sich für ein Studium an der Abteilung für Jazz- und Popularmusik der Musikakademie Katowice unter der Leitung des Geigers Henryk Gembalski und an der Instrumentalabteilung der Musikakademie Krakau in der Klasse von Robert Kabara.
Hałat ist Preisträger des Internationalen Violinwettbewerbs in Kattowitz. Er hat das Stipendium des Ministers für Kultur und Kunst und das Schulstipendium der Woiwodschaft Schlesien erhalten.
Mit der Sinfonietta Cracovia nahm Hałat seit 2003 an zahlreichen nationalen und internationalen Aufnahmen, Konzerten und Festivals teil und arbeitete unter Dirigenten wie Krzysztof Penderecki, Jerzy Maksymiuk, Christoph Eschenbach, Lorin Maazel, Valery Gergiev, Lawrence Foster, John Axelrod, Rafael Payare und Jurjen Hempel. Dabei entstanden Aufnahmen für Labels wie Sony Classical, DUX und für Arte.
Daneben führte Hałat eigene musikalische Projekte durch, die von Volksmusik über Kammermusik bis hin zur Improvisationsmusik reichen. Er arbeitet mit Künstlern wie Grażyna Auguścik, Dorota Miśkiewicz, Włodzimierz Nahorny, Piotr Orzechowski, Dominik Wania, Vladyslav Sendecki, Joszko Broda und dem Atom String Quartet zusammen. Gemeinsam mit Krzysztof Gradziuk und Maciej Garbowski bildete er das Owl Trio; 2017 wurde ihr Debütalbum On The Way veröffentlicht, dem 2020 das Album Improcode (mit Pablo Held) folgte.
Hałat, der 2013 an der Musikakademie Krakau promovierte, arbeitet als Assistenzprofessor am Institut für Musik in Cieszyn an der Schlesischen Universität in Katowice.